# 瀬田川令和大橋
瀬田川令和大橋（せたがわれいわおおはし）は、滋賀県大津市の瀬田川に架かる道路橋である。国道422号の大石東バイパスの一部として整備された。全国で初めて元号「令和」を名称に使用した一般国道の橋として、話題になった。高さ27 m（メートル）のアーチが特徴である。

## 概要
- 長さ - 176 m[1][2]
  - 支間長 - 173 m[5]
- 幅 - 19 m[3]
- 鋼重 - 1,412 t（トン）[6]
- 形式 - バスケットハンドル式ニールセンローゼ橋[6]
- 総事業費 - 約29億円[2]
- 施工 - 高田機工[5]

## 構造
架橋位置での瀬田川は水量が少ない非出水期でも毎秒200立方メートルもの水が流れており、瀬田川が大戸川と合流する直下流でもある。河川内での施工可能期間は4ヶ月であるためプレキャスト基礎を用いた施工が不可能であり、橋脚が不要な構造が選ばれた。橋種は予備設計における一次選定ではニールセンローゼ橋・単弦ローゼ桁橋・鋼斜張橋の3種類が候補に挙がり、二次選定では曲線の道路線形に対処可能な形式であり、施工性・経済性・景観性の観点からニールセンローゼ橋が選定された。
橋梁の両端にある下部工（橋台）は逆T式橋台である。

## 施工
2013年（平成25年）度から橋梁関連工事を開始し、2014年（平成26年）度から橋台の設置工事に取り掛かった。橋梁工事に先立ち、滋賀県道29号瀬田大石東線や黒津川の付け替えを行い、光ケーブルの移設を行った。
上部工（橋梁の本体）の設置はケーブルクレーンを用いた施工が行われ、部材は斜吊設備を転用しながら1部材ずつ設置を行っていった。アーチリブ・上支材から設置を行い、補鋼桁・横桁、下横桁・縦桁の順に取り付けられた。

## 沿革
- 2014年（平成26年） - 着工[2]
- 2019年（令和元年）5月26日 - 開通

橋梁の開通後、関津トンネルの開通をもって同年9月14日に大石東バイパスは全線開通した。

## 近隣の施設
- 南郷水産センター

## 上流・下流の橋
- 瀬田川洗堰 - 上流にある堰。道路橋として利用できる。
- 鹿跳橋 - 下流にある県道29号の道路橋。